# Luis Enrique Dussán
Luis Enrique Dussán López (Campoalegre, 20 de octubre de 1966) es un político e ingeniero colombiano. Se desempeñó como Gobernador del departamento de Huila entre 2020-2023.

## Biografía
Nació en el municipio de Campoalegre, una zona agrícola en el centro de Huila. Es hijo de Inés López y Hernando Dussán Romero, una pareja de odontólogos. Su infancia transcurrió junto a sus padres y sus tres hermanos, Carlos Hernando, Margarita y Jorge Alberto, en La Plata y luego en Campoalegre, Huila. En la escuela se destacó por ocupar los primeros lugares en sus calificaciones, por su amor por las artes, por practicar bicicrós y fútbol.

## Estudios
Al terminar sus estudios secundarios viajó a Bogotá para estudiar Ingeniería Civil en la Universidad de los Andes y luego a Brasil donde realizó un MBA en Gestión de Agronegocios de la Universidad Federal de Paraná.

## Trayectoria
Ha desarrollado su carrera en el sector agropecuario, siendo Presidente del Banco Agrario de Colombia, Presidente del Fondo para el Financiamiento del Sector Agropecuario (2015-), Subgerente de Desarrollo Empresarial y Gerente General del INCORA, y Director de Desarrollo Rural del Ministerio de Agricultura (2001-2002). Así mismo, se ha desempeñado como Subgerente Técnico del extinto Instituto Nacional de Vivienda de Interés Social y Reforma Urbana (Inurbe) (1994-1996); Miembro de la Comisión Nacional para la Agenda Interna de Productividad y Competitividad; Miembro de la Comisión Regional de Productividad y Competitividad del Departamento del Huila y Miembro del Panel de Expertos de Evaluación de la Gobernanza de la Tierra en Colombia del Banco Mundial, la Organización de las Naciones Unidas para la Alimentación y la Agricultura, el Fondo Internacional de Desarrollo Agrícola y el Instituto Internacional de Investigación sobre Políticas Alimentarias.
Entre 1989 y 1992 trabajó como contratista de la Industria Licorera del Huila, de Empresas Públicas de Neiva y de la Gobernación de Huila; en esta año fue nombrado como Director del Instituto de Tránsito y Transporte de Huila.
En el campo político se desempeñó como Secretario de Obras Públicas de Montealegre en 1998, así como Representante a la Cámara por Huila, en tres períodos consecutivos: 2002-2006, 2006-2010 y 2010-2014. En las elecciones legislativas de 2002 obtuvo 21.226 votos, en las elecciones legislativas de 2006 obtuvo 42.016 votos, siendo esta la mayor votación que ha obtenido un congresista en el departamento, y en las elecciones legislativas de 2010 obtuvo 23.933 votos. Entre 2002 y 2006 fue miembro del Partido Colombia Siempre, entre 2006 y 2009 del partido Huila Nuevo y Liberalismo y entre 2009 y 2014 del partido Unidad Liberal, parte del Partido Liberal.
En el Congreso fue miembro y presidente de la Comisión V, de asuntos Agropecuarios, Ambientales y Minero-energéticos, siendo autor y ponente de varios proyectos legislativos.
En las elecciones regionales de Colombia de 2019 fue candidato a la Gobernación de Huila por la Coalición Huila Crece, conformada por el partido Polo Democrático, el Partido Liberal, las Autoridades Indígenas de Colombia, el Movimiento Alternativo Indígena y Social y el partido Colombia Humana. Su principal promesa de campaña fue "consolidar las capacidades productivas de la región para mejorar las condiciones de desarrollo social y económico del Huila". Resultó elegido el 27 de octubre de 2019 con 235.953 votos, equivalentes al 46,83% del total.

## Vida personal
Conoció en Bogotá a Clara Cecilia Moreno, una ingeniera civil y gestora social, con quien se casó en dos oportunidades. Compartieron su domicilio en Barichara y en Neiva. Sin embargo, después de 25 años de matrimonio y tras padecer un agresivo cáncer, Clara Cecilia falleció el 11 de noviembre de 2022 en la ciudad de Neiva.

## Logros
A lo largo de su carrera profesional y política ha obtenido premios, reconocimientos y homenajes. Entre ellos destacan:
2023 - "Homenaje", realizado por la Cámara de Comercio de neiva, Red de Universidades de Colombia, y el Consejo Gremial del Huila en Neiva Huila.
2022 -  "Galardón Orgullo de Colombia", como el mejor gobernador del país, este galardón fue otorgado por la Fundación Reconciliación Futuro de Colombia.
2022 - "Gobernador Solidario e Incluyente de Colombia", premio entregado por Inclusocial en la ciudad en Bogotá.